# ویکوارو
ویکوارو (به ایتالیایی: Vicovaro) یک کومونه در ایتالیا است که در استان رم واقع شده‌است.

## خصوصیات
ویکوارو ۳۶٫۱ کیلومترمربع مساحت و ۴٬۱۰۸ نفر جمعیت دارد و ۳۰۰ متر بالاتر از سطح دریا واقع شده‌است.

## خواهرخوانده
شهر Saint-Chéron خواهرخواندهٔ ویکوارو هست.